# جبريل أغيلار
جبريل أغيلار (بالإسبانية: Juan Gabriel Aguilar)‏ (15 مارس 1987 في بوليفيا - ) هو لاعب كرة قدم بوليفي في مركز الدفاع. لعب مع نادي ديبورتيفو سان خوسي وناسيونال بوتوسي.

## وصلات خارجية
- جبريل أغيلار على موقع قاعدة بيانات كرة القدم.إي يو (الإنجليزية)
- جبريل أغيلار على موقع Soccerway.com (الإنجليزية)